# Leest (Veghel)
Leest (Veghels dialect: De List) is een wijk en voormalige buurtschap in het Noord-Brabantse Veghel.

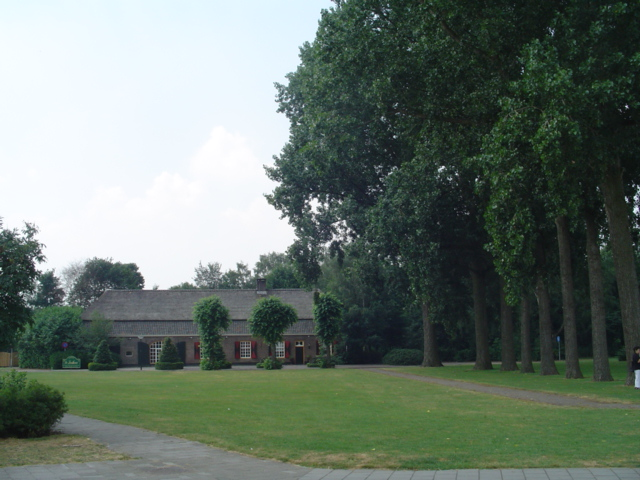
De Leesthoeve is de enige herinnering aan de oude buurtschap

## Ligging
De wijk Leest is gelegen in het zuidwesten van de kern Veghel. In het noorden grenst het aan de wijk Veghel-West met ertussen de voormalige rijksweg N265, ten oosten en ten zuiden grenst het aan rivier de Aa en Veghel-Zuid, en ten westen ligt het aan de N279 en Zuid-Willemsvaart. De naam Leest valt te verklaren als 'spoor' of 'groeve' in de betekenis van 'wagenspoor' en is waarschijnlijk verwant aan het Oudhoogduitse woord 'Leist'.

## Geschiedenis
De Leest was voorheen een van de oudste buurtschappen binnen de gemeente Veghel. Het is mogelijk ontstaan als zogenaamde Frankische plaatse. Vanuit de buurtschap liep reeds in de middeleeuwen de Valstraat, die de verbinding vormde tussen het dorp Veghel en het gehucht Zijtaart. In het verleden lag in De Leest het grote leengoed Ten Wiel met hoeve en watermolen. Deze watermolen is al vóór 1800 verdwenen, maar de molenvijver (het stuwmeertje) de Ketelwiel, is pas in de 20e eeuw gedempt. In de 18e eeuw werd ter hoogte van de voormalige watermolen de zogenaamde Mestbrug aangelegd over de Aa. Deze brug maakte het voor de plaatselijke boeren mogelijk om hun landerijen op de andere oever te bereiken. Het typerende Meierijse landschap langs het beekdal van de Aa met zijn populieren en monumentale boerderijen kreeg vanaf midden 19e eeuw een meer gemengd karakter door de bouw van arbeiderswoningen, waaronder de Acht Zaligheden, als gevolg van de toenemende bedrijvigheid in de Veghelse haven. Tijdens de Duitse inval in 1940 lag de buurtschap Leest aan de Zuid-Willemsvaart midden tussen de strijdende partijen. De bewoners van de buurtschap maakten bange uren door, toen zij door Duitse soldaten als levend schild werden gebruikt. Bij de gevechten brandden de meeste arbeiderswoningen in de buurtschap geheel af.
Het overwegend agrarische karakter van De Leest werd vanaf 1969 rigoureus gewijzigd door de bouw ter plaatse van de nieuwe woonwijk De Leest, waarvoor vrijwel alle boerderijen moesten wijken. De door architect Geerts ontworpen woonwijk trok begin jaren 70 de aandacht van planologen en bestuurders uit alle windstreken. Het plan voorzag in eengezinswoningen, flats en de noviteit drive-inwoningen, die grotendeels prefab werden gebouwd. De woningen werden omgeven door groen, voor een plezierig leefklimaat. Het idee achter de nieuwe woonwijk De Leest vond navolging in tientallen gemeenten in het land. Helaas kreeg De Leest in de jaren 80 een slechte naam wegens leegstand, waarna een "aanpakcommissie" werd opgericht. De aanbevelingen van de commissie resulteerden in 1989 in de sloop van de flatgebouwen en van enige drive-inwoningen, gevolgd door nieuwbouw in de vrije sector.
In het aangrenzende Veghel-Zuid ligt het winkelcentrum De Boekt.

## Ontwikkelingen
De Leest ligt tegen de strategische herstructureringslocatie Sluisstraat-Rembrandtboulevard; grotendeels ter plaatse van de voormalige N265. Met het verdwijnen van deze verkeersbarrière tussen het centrum en de wijken Veghel-Zuid en De Leest, wordt de geïsoleerde ligging van de wijk grotendeels weggenomen en kan er een betere onsluiting van de wijk plaatsvinden, zoals ook de aanleg van een tunnel onder de N265 voor fietsers en voetgangers het centrum op minder dan een kilometer heeft gebracht.
Het gebied langs de oevers van de Aa, heeft veranderingen ondergaan als onderdeel van het Masterplan de Aa, bijvoorbeeld de aanleg van nieuwe voet- en fietspaden, en van poelen, en heeft daarmee een hogere ecologische en recreatieve waarde gekregen.